# ایزدبکی-کوشمیدره
ایزدبکی-کوشمیدره (به لهستانی:  Izdebki-Kośmidry) یک روستا در لهستان است که در گمینا زبوچن واقع شده‌است. ایزدبکی-کوشمیدره ۱۲۳ نفر جمعیت دارد.